# Кумейківська битва
Куме́йківська би́тва — бій між козацьким і коронним військом поблизу села Кумейки. Нині село розташоване в Черкаській області. Військо повстанців очолювали Павло Павлюк та Карп Скидан, коронне військо — польний гетьман Миколай Потоцький. З польського боку у бої також брали участь майбутній національний герой Польщі, а тоді ще молодий гусарський поручик Стефан Чарнецький (про нього згадується в польському гімні), а також Гійом Левассер де Боплан, майбутній автор карт України та твору «Опис України», а в 1637 році командир польською артилерією.

## Передумови
У травні 1637 року на Правобережній Україні вибухнуло повстання під проводом Павлюка, яке згодом охопило й значну частину Лівобережної України. Однак лише восени 1637 року Річ Посполита змігла зібрати проти повстанців коронне (або так зване кварцяне) військо, яке налічувало близько 5 тисяч професійних вояків (для тих часів це чимало). Командування ними уряд доручив польному гетьманові Миколаю Потоцькому. Вирішальний бій відбувся поблизу села Кумейки.

## Хід битви
5 грудня 1637 року військо Потоцького отаборилося між чотирма селами: Кумейки, Мошни, Софіївка та Яснозір’я.  Причому зайняло вигідні з військової точки зору позиції. 6 (16 грудня) перед поляками на світанку з’явилось козацьке військо, що просувалося під прикриттям рухомого табору з возів. Козаки сходу атакували.
Повсталі на чолі з  вишикувавши 6 лав, розгорнули наступ на позиції урядового війська. Але перед ворожим табором вони натрапили на непрохідне болото. Тому були змушені здійснити обхідний маневр, щоб зайти у тил коронному війську. Однак під час здійснення за наказом Павлюка цього маневру, повстанське військо опинилось на рівному місці, на нього зненацька напала річпосполитська кіннота. Повсталі встигли однак їм не вистачило часу збудувати укріплений табір. Козаки зразу ж організували кругову оборону, нашвидку оточивши себе спочатку возами в 6 рядів, а згодом — з 12, і відкрили шквальний вогонь з мушкетів по противнику, який йшов в наступ.
Протягам дня козаки успішно відбили три шалені штурми гусарів та панцирної кавалерії.  При цьому атакуючих кіннотників підтримувала артилерія і мушкетним вогнем — драгуни разом з польсько-угорською піхотою. В перебігу бою коронне військо витратило майже всі боєприпаси. За свідченням монаха-хроніста С.Окольського, старі коронні вояки казали, що «ніколи не бували під таким довгим і сильним вогнем і не бачили такої кількості трупів в одному місці». Тільки за 4-м разом одному з коронних загонів удалося вдертися в повстанський табір, підірвати запаси козацького пороху та нав’язати ближній бій. Завдяки військовому таланту Дмитра Гуні козаки під час бою відновили укріплення табору і зберли значну частину війська. Увечері Павлюк і Скидан з невеликими силами відступили з табору на Чигирин, щоб зібрати підкріплення. Бій повстанців під керівництвом Гуні точився до пізньої ночі. На світанку він вивів козаків з оточення й відступив до Боровиці (поблизу Черкас), де з'єднався із загоном Павлюка.
10 (20 грудня) 1637 року коронне військо підійшло до Боровиці. Не маючи надії зломити опір повстанців силою зброї, Микола Потоцький-«ведмежа лапа» запропонував переговори, на яких одним із представників короля був православний шляхтич та урядник Адам Кисіль. Павлюк та кілька інших ватажків, які вели перемовини з представником короля Адамом Киселем, повірили запевненням останнього, що король помилує їх у випадку добровільної здачі. Зимовий сейм 1638 року зневажив обіцянку короля та Адама Киселя — ватажки були страчені (голови відрубали, потім наштрикнули на кілки) у Варшаві.
За іншою версією, під час перемовин Павлюка віроломно схопили й згодом стратили.

## Наслідки
Після страти Павлюка багато повстанців, рятуючись від кривавої розправи, переселилося в Московську державу, зокрема на Дон.
Війна з перемінним успіхом продовжилась і в наступному 1638 році, втім зрештою закінчилася поразкою козаків. Але ці події стали свого роду генеральною репетицією переможної Визвольної війни 1648−1654 років під проводом Богдана Хмельницького, який під час бою під Кумейками обіймав посаду писаря Війська Запорізького.
Один з козацьких ватажків у битві під Кумейками Дмитро Гуня став гетьманом запорожців в наступному році,

## Сучасні дослідження
Під час археологічних досліджень пам’яток часів давньої Русі на Черкащині 2022 року науковці Національного музею історії України (НМІУ) натрапили на матеріал, який має безпосереднє відношення до битви під селом Кумейки, що знаходиться за кілька кілометрів від місця розкопок. Археологи знайшли десятки куль від мушкетів, деталі та уламки холодної та вогнепальної зброї, предмети козацького побуту, а також монети, що їх всі було викарбовано не пізніше 1637 року. Особу цінність представляють уламки польської екіпіровки та зброї, зокремя вістря піки крилатого гусара. За словами керівника археологічної експедиції НМІУ к.і.н. Сергія Діденка, щоб повністю дослідити місце битви під Кумейками (біля тисячі гектарів), знадобиться багато років.